# Trichophyton batonrougei
Trichophyton batonrougei är en svampart som beskrevs av Castell. 1939. Trichophyton batonrougei ingår i släktet Trichophyton och familjen Arthrodermataceae.   Inga underarter finns listade i Catalogue of Life.